# ミシュトン戦争
ミシュトン戦争（ミシュトンせんそう、スペイン語: Guerra del Mixtón）は、1540年から1542年にかけて、メキシコ北西部のカシュカン人 (Caxcan) がスペインの征服者に対して起こした反乱である。ミシュトンとはサカテカスにある丘の名前で、先住民の本拠地として使用された。

## カシュカン人

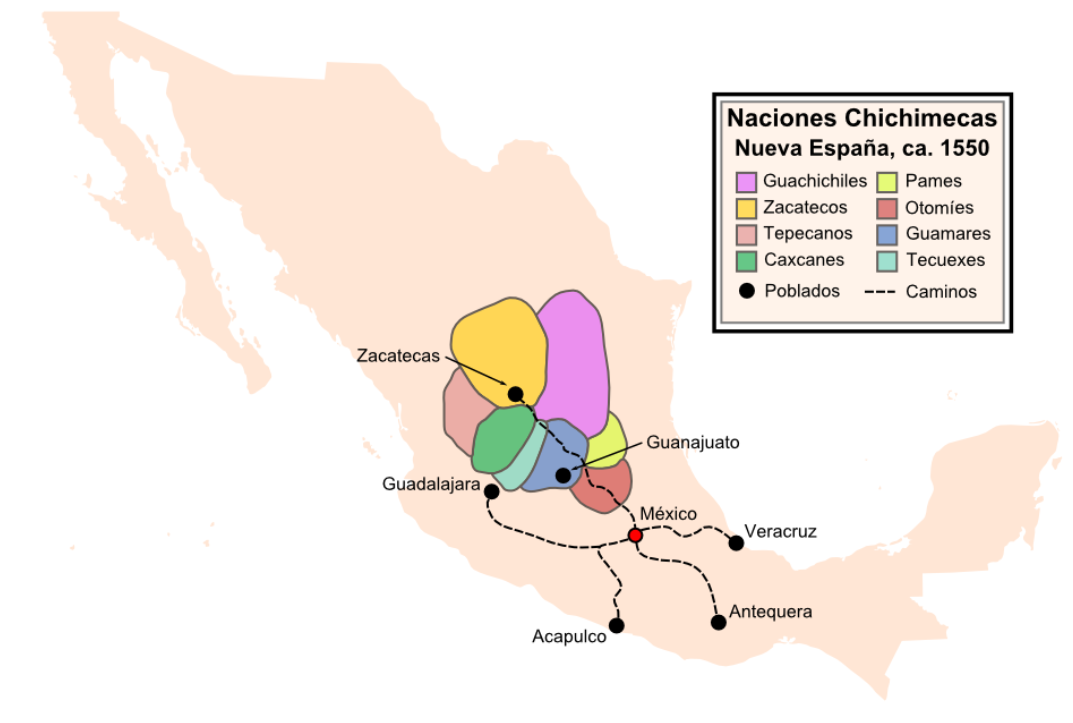
ミシュトン戦争の起きた地域の先住民の分布。緑がカシュカン人

ミシュトン戦争でスペイン人と戦った先住民の集団は他にもあったが、抵抗の主体になったのはカシュカン人だった。カシュカン人は今のメキシコのハリスコ州北部、サカテカス州南部、およびアグアスカリエンテス州に住んでいた。
スペイン人およびアステカ人は北部メキシコの砂漠に住む遊牧民または半遊牧民のアメリカ先住民を総称してチチメカと呼んでいた。カシュカン人もしばしばチチメカの一種とされるが、彼らは農業を主体とする定住民であったようである。カシュカン人はおそらく内陸メキシコでもっとも北に住む農耕民・都市居住民であった。カシュカン人はユト・アステカ語族の言語を話したと考えられている。反乱に参加したそれ以外の民族にはサカテカスに住むサカテコ人があった。

## 背景
1529年にヌーニョ・デ・グスマンは300-400人のスペイン人と5000-8000人の同盟するアステカ・トラスカラ人を率いて、今のナヤリット州、ハリスコ州、ドゥランゴ州、シナロア州、サカテカス州を遠征した。このときにカシュカン人ほかのメキシコ北西部の先住民とスペイン人ははじめて接触した。グスマンは当時の基準から見ても残虐で、6年間を越える遠征で何千人もの先住民を殺害、拷問、奴隷化した。「いわれのない殺害・拷問・奴隷化で先住民を恐れさせる」のがグスマンの方針だった。グスマンとその副官たちは征服地にヌエバ・ガリシアと呼ばれるスペイン植民地を作った。植民都市にはカシュカン人の原郷に近いグアダラハラが含まれていた。しかしながら、スペイン人たちが複雑な階層社会である中央メキシコを離れ、先住民をエンコミエンダ制に強制的に組み入れようとするにつれて、強い抵抗に遭うようになっていった。

## 戦争

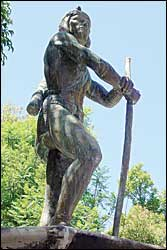
ミシュトン戦争の先住民側の指導者であるテナマストレの像。サカテカス州ノチストラン

1540年春にカシュカン人とその同盟が蜂起した。おそらくフランシスコ・バスケス・デ・コロナド総督がスペイン人と先住民の同盟からなる1600人以上を率いて今のアメリカ合衆国南西部へ遠征に旅立ったのを好機と見たのであろう。ヌエバ・ガリシアは遠征のためにもっとも有能な兵士を欠いていた。戦争の発端となったのは、明らかに18人の先住民の首長を捕えたことにあった（うち9人は1540年中ごろに絞首刑になった）。同年後半に先住民はエンコメンデロのフアン・デ・アルセを殺し、焼いて食った。スペイン当局はまた先住民が「悪魔の」踊りに参加していることを知った。2人のカトリック司祭を殺害した後、先住民の多くはエンコミエンダから逃がれて山々、なかでもミシュトン丘の要塞にたてこもった。総督のクリストバル・デ・オニャーテはスペイン人と先住民による軍を率いて反乱鎮圧に向かった。1人の司祭と10人のスペイン人からなる交渉団をカシュカン人は殺した。オニャーテはミシュトンに襲撃を試みたが、丘の頂上に陣取った先住民は彼らを撃退した。オニャーテは首都のメキシコシティに援軍を求めた。
カシュカン人の軍の構成は不明だが、もっとも重要な指導者はノチストランのテナマストレ (Francisco Tenamaztle) だった。

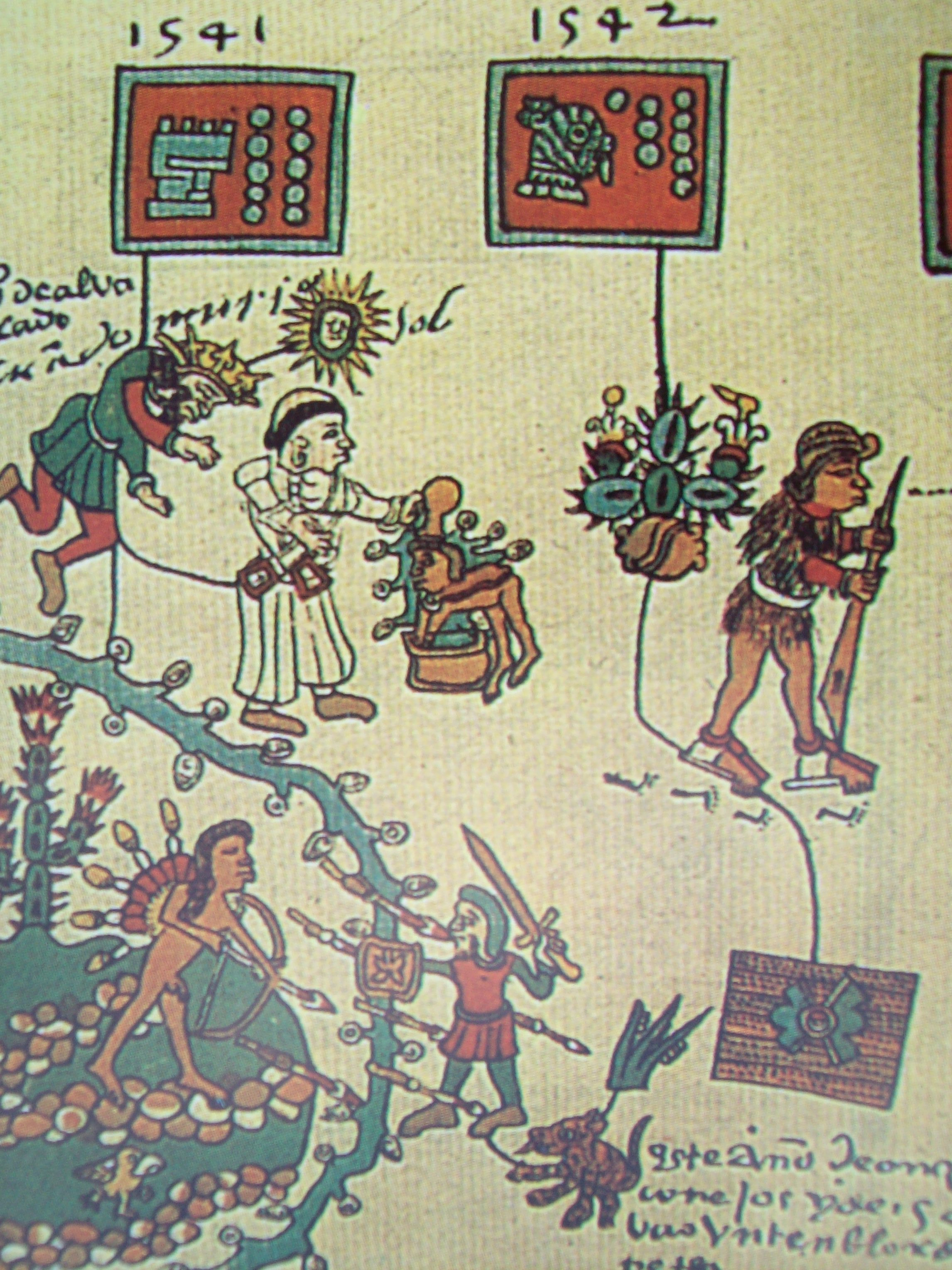
左上にペドロ・デ・アルバラードの死が描かれている。左下では先住民の指導者であるテナマストレが副王アントニオ・デ・メンドーサと対峙している。

副王アントニオ・デ・メンドーサは、経験を積んだコンキスタドールであるペドロ・デ・アルバラードに反乱鎮圧の援助を求めた。アルバラードは軍の増強を拒絶し、1541年6月に400人のスペイン人と不明な数の同盟先住民によってミシュトンを攻撃した。テナマストレとサカテコ人のドン・ディエゴが率いる推計15000人の先住民が攻撃を撃退し、10人のスペイン人と多くの同盟先住民が殺害された。その後のアルバラードの攻撃も失敗に終わった。6月24日にアルバラードは馬の下敷きになって重傷を負い、7月4日に死亡した。
勇気づけられた先住民たちは9月にグアダラハラを攻撃したが撃退され、ノチストランほかの本拠地に退却した。反乱が広がることを恐れたスペイン当局は450人のスペイン人と3万から6万のアステカ・トラスカラ他の先住民を集め、副王アントニオ・デ・メンドーサのもとカシュカン人の地に侵攻した。この大軍によってメンドーサは先住民の本拠地を、降伏を許さずにひとつひとつ潰していった。1541年11月9日、メンドーサはノチストランを陥落させ、テナマストレを捕えたが、テナマストレは後に逃亡し、1550年までゲリラ活動を続けた。1542年にミシュトンの本拠地がスペイン人の手に落ちて反乱は終結した。先住民側敗北の結果、「何千人もが鎖をつけて鉱山に送られ、生き残り（大部分は女と子供）は故郷を離れてスペイン人の農場やアシエンダに運ばれた。」副王の命令により、男・女・子供は捕えられて処刑された。ある者は砲撃により、あるものは犬によって八つ裂きにされ、ある者は刺殺された。先住民の民間人に対する極端な暴力の報告により、インディアス枢機会議は副王の行為について密かに調査を行った。

## 戦後
パウエル (Philip Wayne Powell) によれば、コルテスがわずか2年間でアステカに勝利したことが、「ヨーロッパ人が戦士として先住民よりも優秀であるという幻想を抱かせた。」しかしスペインのアステカその他の複雑な社会に対する勝利は「アメリカ先住民のより原始的な戦士の奇妙で恐るべき勇気に対する、はるかに長い軍事的闘争の序曲にすぎないことが明らかになった。」
ミシュトン戦争の勝利により、スペイン人はメキシコで2番目に大きな都市であるハリスコ州グアダラハラの位置する地域を支配することが可能になった。またスペイン人の探検者が北部の砂漠地帯で銀鉱を探すことが可能になった。
戦後、カシュカン人はスペイン人の社会に組み込まれ、独立した民族としての特徴を失った。彼らは後にスペインの兵士による北方進出を助けた。戦後のスペイン人の膨張により、ミシュトン戦争よりさらに長くて犠牲者の多いチチメカ戦争（1550-1590年）が起きた。スペイン人は力によって先住民を強制的に従属させる方針を止め、先住民の順応と漸次的な吸収へと改めたが、これには何百年もかかった。
カシュカン人は21世紀になっても少なくともタストゥアン人 (es:Tastoanes) などの祭りの中に生きているかもしれない。モヤワ・デ・エストラーダ (Moyahua de Estrada) などの町のタストゥアン人の毎年の祭りにおいてサカテカス人はミシュトン戦争を記念している。